# Association Port of Zeebrugge Interests
Association Port of Zeebrugge Interests (APZI) is de vereniging van de privésector in de haven van Brugge-Zeebrugge. Deze vereniging, opgericht in 1973, heeft de vorm van een vzw. APZI vervult in de havengemeenschap een dubbele opdracht: de belangenbehartiging van de Zeebrugse privésector en  de  havenpromotie.
APZI telt 131 leden. De maritieme bedrijven en de bedrijven die havengebonden activiteiten uitoefenen in Zeebrugge, zijn aangesloten. Er zijn ook organisaties en beroepsverenigingen lid van APZI. Daardoor kan APZI optreden als de vertegenwoordiging en spreekbuis van de Zeebrugse privé-havensector.